# Grimaldi (inslagkrater)
Grimaldi is een grote overspoelde inslagkrater op de Maan.

## Beschrijving
De binnenwand van Grimaldi is zo sterk geërodeerd door latere inslagen dat het een lage onregelmatige ring van heuvels, bergkammen en pieken vormt in plaats van een typische kraterrand. Er blijven echter pieken over die een hoogte van meer dan 2000 meter bereiken. De lavabodem is het meest opvallende kenmerk van deze krater en vormt een vlak, relatief glad oppervlak met een bijzonder laag albedo. De donkere tint van de vloer contrasteert met de heldere omgeving, waardoor de krater gemakkelijk te lokaliseren is. Reeds met een klein verrekijkertje is het mogelijk om Grimaldi op te sporen, vooral tijdens en na volle maan. Voorbij de krater liggen de verspreide restanten van een buitenmuur met een diameter van 220 kilometer. Deze buitenrand is in het noorden en westen van de krater meer intact dan elders. Ten zuidoosten van Grimaldi liggen een aantal rilles, de Rimae Grimaldi genaamd. In het noordwesten komen de rilles van de Rimae Riccioli tot aan de westelijke rand van Grimaldi.

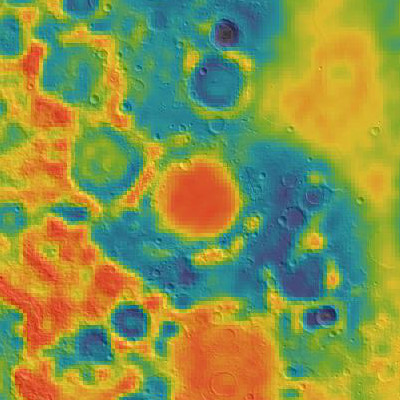
Zwaartekrachtmap Grimaldi (GRAIL)

In het centrum van Grimaldi is een mascon of zwaartekrachtverhoging vastgesteld. Deze mascon werd door het Gravity Recovery And Interior Laboratory in hoge resolutie in kaart gebracht.

## Locatie
Grimaldi heeft een diameter van 173,5 km en bevindt zich aan de westkant van de naar de Aarde toe gerichte zijde van de Maan. Grimaldi ligt ten zuidwesten van Oceanus Procellarum en ten zuidoosten van de krater Riccioli. Tussen Grimaldi en Oceanus Procellarum ligt de krater Damoiseau en ten noorden ligt de krater Lohrmann.

## Naamgeving
De krater is genoemd naar de Italiaanse astronoom en jezuïet Francesco Maria Grimaldi (1618-1663), en kreeg deze naam van Giovanni Battista Riccioli (als Grimaldus Soc. I. ). Eerder gaf Michael van Langren er de benaming Lacus Possidoni vel Antecaspi aan . Johannes Hevelius noemde deze krater Palus Maraeotis .

## Transient Lunar Phenomena(TLP)
Grimaldi heeft een geschiedenis van kortstondige vreemdsoortige verschijnselen (Transient Lunar Phenomena), waaronder af en toe lichtflitsen, kleurvlekken en gebieden met wazig zicht. Met behulp van spectroscopie werden ook gasvormige emissies in dit gebied gedetecteerd.

## Clair-Obscur effect
De noordwestelijke rand van Grimaldi vertoont gedurende de lokale zonsopkomst een clair-obscur effect dat bekend staat als het Andreaskruis (Saint Andrew's Cross) . Het wordt gedeeltelijk gevormd door de zogenaamde Miyamori vallei tussen de nabijgelegen kraters Lohrmann en Riccioli .

## Satellietkraters van Grimaldi
Rondom Grimaldi bevinden zich verscheidene kleinere kraters die genummerd werden, beginnend bij degenen die zich het dichtst bij het middelpunt van de krater bevinden.
| Grimaldi | Breedtegraad | Lengtegraad | Diameter |
| -------- | ------------ | ----------- | -------- |
| A        | 5,4° ZB      | 71,2° WL    | 15 km    |
| B        | 2,9° ZB      | 69,2° WL    | 22 km    |
| C        | 2,6° ZB      | 61,5° WL    | 10 km    |
| D        | 3,7° ZB      | 65,5° WL    | 22 km    |
| E        | 3,7° ZB      | 64,4° WL    | 13 km    |
| F        | 4,0° ZB      | 62,7° WL    | 29 km    |
| G        | 7,4° ZB      | 64,9° WL    | 13 km    |
| H        | 4,9° ZB      | 71,4° WL    | 9 km     |
| J        | 2,9° ZB      | 70,6° WL    | 16 km    |
| L        | 8,5° ZB      | 66,7° WL    | 19 km    |
| M        | 8,0° ZB      | 67,0° WL    | 18 km    |
| N        | 7,6° ZB      | 66,6° WL    | 8 km     |
| P        | 8,0° ZB      | 68,3° WL    | 10 km    |
| Q        | 4,8° ZB      | 64,8° WL    | 21 km    |
| R        | 8,5° ZB      | 71,2° WL    | 9 km     |
| ZB       | 6,4° ZB      | 65,0° WL    | 11 km    |
| T        | 7,7° ZB      | 70,9° WL    | 12 km    |
| X        | 5,8° ZB      | 72,3° WL    | 9 km     |